# رجینالد پل
رجینالد پل (به انگلیسی: Reginal Pole) (۱۲ مارس ۱۵۰۰ — ۱۷ نوامبر ۱۵۵۸) کاردینال اهل انگلستان و آخرین فرد کاتولیک بود که به مقام اسقف اعظم کانتربری رسید.
رجینالد سومین پسر ریچارد پل و همسرش مارگارت پل. پدر او پسرخالهٔ هنری هفتم و مادرش، برادرزادهٔ ادوارد چهارم و ریچارد سوم و همچنین نوهٔ ریچارد نویل، شانزدهمین ارل واریک بود. او ابتدا در کالج مگدالن، آکسفورد و سپس در دانشگاه پادووا تحصیل کرد. هزینه تحصیل او در پادووا از طریق همکاری او در آکسفورد تامین می‌شد که بیش از نیمی از آن از طرف شخص هنری هشتم پرداخت شده بود. وی بعدا به دلیل مخالفت با ازدواج هنری هشتم با آن بولین و جدایی او از کلیسای کاتولیک، به دشمن هنری تبدیل شد.
پاپ پائولوس سوم در ۲۲ دسامبر ۱۵۳۶ پل را به مقام کاردینال منصوب و او را به عنوان نمایندهٔ خود در انگلستان تعیین کرد که باعث خشم بیشتر هنری گردید. مادر و برادر رجینالد در زمان حیات هنری هشتم به اتهام خیانت دستگیر و اعدام شدند، اما او که در خارج از انگلستان زندگی می‌کرد از این اتفاقات در امان ماند.
پس از مرگ ادوارد ششم در سال ۱۵۵۳، خواهر ناتنی او ماری یکم به سلطنت رسید و مذهب رسمی انگلستان را به کاتولیک بازگرداند. رجینالد در این دوران و در سال ۱۵۵۶ به مقام اسقف اعظم کانتربری منصوب شد.
پل در ۱۷ نوامبر ۱۵۵۸، دوازده ساعت بعد از ملکه ماری و در خلال یک همه‌گیری آنفلوانزا، در لندن درگذشت. جسد او در کلیسای جامع کانتربری دفن شده است.